# Souroubea didyma
Souroubea didyma là một loài thực vật có hoa trong họ Marcgraviaceae. Loài này được (Poepp. ex Wittm.) Gilg miêu tả khoa học đầu tiên năm 1898.